# Appointment in Samarra
Appointment in Samarra ist der 1934 erschienene Erstlingsroman des amerikanischen Schriftstellers John O’Hara. Eine erste deutsche Übersetzung durch Karin von Schab erschien 1950 unter dem Titel Treffpunkt in Samara im Hamburger Krüger Verlag; 2007 brachte der Münchner Verlag C. H. Beck eine Neuübersetzung von Klaus Modick unter dem Titel Begegnung in Samarra heraus.
Der Roman schildert die letzten drei Tage im Leben des erfolgreichen Cadillac-Händlers Julian English, der sich in den Weihnachtstagen des Jahres 1930 unvermittelt einem selbstzerstörerischen Drang hingibt, seine Ehe und seinen Stand in der gehobenen Gesellschaft der Kleinstadt Gibbsville, Pennsylvania aufs Spiel setzt und sich schließlich das Leben nimmt. Bei seinem Erscheinen wurde der Roman vor allem wegen seiner freizügigen Darstellung von Sexualität und Gewalt von vielen Kritikern scharf kritisiert. Heute gilt er als Klassiker der amerikanischen Literatur der 1930er Jahre. Das Magazin Time zählte den Roman zu den besten 100 englischsprachigen Romanen, die zwischen 1923 und 2005 veröffentlicht wurden.
Der Titel des Romans verweist auf eine alte arabische Anekdote. O’Hara stellt sie seinem Roman als Epigraph in der Version W. Somerset Maughams voran: Der Diener eines Händlers sieht auf dem Marktplatz von Bagdad den Tod. Der Tod winkt ihm bedrohlich zu, doch flieht der Diener zu Pferde nach Samarra. Der Händler macht dem Tod darauf Vorwürfe, er habe seinen Diener verschreckt, doch der Tod antwortet, er habe ihn nicht verschrecken wollen: er sei lediglich überrascht gewesen, den Diener in Bagdad anzutreffen, denn er habe heute Abend eine Verabredung mit ihm in Samarra.

### Ausgaben (Auswahl)
- Appointment in Samarra. Harcourt Brace, New York 1934.
- Treffpunkt in Samara. Aus dem Amerikanischen von Karin von Schab. Krüger, Hamburg 1950.
- Treffpunkt Samarra. Aus dem Amerikanischen von Karin von Schab. Droemer/Knaur, München 1966.
- Treffpunkt Samarra. Aus dem Amerikanischen von Karin von Schab. Aufbau, Berlin 1971.
- Begegnung in Samarra. Aus dem Amerikanischen von Klaus Modick, mit einem Nachwort von John Updike. Beck, München 2007, ISBN 978-3-406-55751-4.

### Sekundärliteratur
- Jesse Bier: O’Hara’s Appointment in Samarra: His First and Only Real Novel. In: College English 25:2, 1963. S. 135–141.
- Matthew J. Bruccoli: Focus on Appointment in Samarra: The Importance of Knowing What You Are Talking About. In: David Madden (Hrsg.): Tough Guy Writers of the Thirties. Southern Illinois University Press, Carbondale and Edwardsville 1968.
- John William Crowley: The White Logic: Alcoholism and Gender in American Modernist Fiction. University of Massachusetts Press, Amherst 1994.
- Philip B. Eppard: Julian English Outside of Samarra. In: Colby Quarterly 32:3, September 1996.